# Dama s hermelinom
Dama s hermelinom (italijansko Dama con l'ermellino, poljsko Dama z gronostajem) je portretna slika, ki jo pripisujejo italijanskemu renesančnemu umetniku Leonardu da Vinciju. Delo je naslikano v oljni tehniki na orehovi plošči in datirano v obdobje 1489–1491. Predmet portreta je Cecilia Gallerani, naslikana v času, ko je bila ljubica milanskega vojvode Ludovica Sforze ("Il Moro"); Leonardo je bil v času njegove usmrtitve slikar na dvoru Sforza v Milanu. To je drugi od samo štirih ohranjenih portretov žensk, ki jih je naslikal Leonardo, ostali so Mona Lisa, Ginevra de' Benci in La Belle Ferronnière.
Dama s hermelinom je zdaj shranjena v muzeju Czartoryski v Krakovu in je eno od poljskih nacionalnih bogastev. Je del zbirke knezov Czartoryskih, ki jo je 29. decembra 2016, za 100 milijonov evrov (5% ocenjene tržne vrednosti celotne zbirke), poljski vladi prodala Fundacija knezov Czartoryski, ki jo zastopa Adam Karol Czartoryski, zadnji neposredni potomec Izabele Czartoryske Flemming in Adama Georgea Czartoryskega, ki sta leta 1798 prinesla sliko na Poljsko iz Italije.

## Opis

### Kompozicija
Slika je bila narejena z oljno tehniko na nekoliko majhni, 54 × 39 cm veliki plošči iz orehovega lesa. Upodablja polvisoko žensko, obrnjeno v desno pod tričetrtinskim kotom, vendar z obrazom obrnjenim v levo. Žival v njenem naročju se zvija na podoben način, kar ima za posledico precejšen kontrapost z damo, tehniko, ki jo je Leonardo raziskoval prej z angelom v sliki Madona v votlini. Delo je preparirano s plastjo gesso in plastjo rjavkaste podbarve. Na splošno je barva enakomerno nanesena podobno kot pri Mona Lisi, čeprav so določeni predeli ženske kože bolj slojeviti. Prisotni so tudi subtilni ostanki spolvero (v obrisu obraza in glave), podris (v desni roki, desni dlani, levi roki, vrhu nosu in robu las) in prstni odtisi (obraz in živalska glava), ki so slednji še posebej pogosti na Leonardovih slikah. Narejena je iz enega samega kosa orehovega lesa; Leonardo je priporočal in dal prednost orehovemu lesu, čeprav ga drugi umetniki v Lombardiji niso pogosto uporabljali. Les je tanek (približno 4–5 milimetrov) in je najverjetneje z istega drevesa kot les za njegov kasnejši portret La Belle Ferronnière. Dama s hermelinom je povezana z La Belle Ferronnière, kot tudi zgodnejšo Leonardovo sliko Portret glasbenika, zaradi slik s črnim ozadjem.
Čeprav ima nekaj manjših poškodb, umetnostni zgodovinar Frank Zöllner vztraja, da je delo v »zelo dobrem stanju ... podobno kot enako dobro ohranjena Mona Lisa«. Takšna ocena je relativno nova, saj je delo prej veljalo za precej poškodovano in prebarvano. Spodbujanje takšne analize se je v veliki meri začelo z umetnostnim zgodovinarjem Kennethom Clarkom, ki je leta 1961 trdil, da je bila celotna leva stran figure in tudi ozadje prebarvana. Znanstveniki, kot so Adolfo Venturi, Angela Ottino della Chiesa in Jack Wasserman, so podprli idejo; vendar je tehnična analiza iz leta 1992 v National Gallery of Art, ki jo je vodil David Bull, potrdila, da je bila škoda omejena na ozadje. Natančneje, ozadje je bilo verjetno prvotno modrikasto-sivo, prebarvano s črno sredi 18. stoletja. Takrat je bil verjetno dodan tudi podpis LEONARD D'AWINCI v zgornjem levem kotu. Tudi v ustih in nosu je rahlo prebarvanje; nekateri umetnostni zgodovinarji menijo, da je bil Eugène Delacroix odgovoren za preslikavo v ozadju in drugod. Za ozadje je veljalo tudi napačno prepričanje, da je prvotno vključevalo okno. Predlagal ga je Kazimierz Kwiatkowski, ki je leta 1955 vodil rentgensko testiranje v Varšavskih laboratorijih in pojasnil, da so nekatera mesta na desnem ozadju ostanki okna. Tak sklep so ovrgli Bull, Pietro C. Marani in drugi. Umetnostni zgodovinar Martin Kemp je v luči te revizije – pri čemer je bila primarna poškodba preslikava v ozadju – ugotovil, da je »slika v veliko boljšem stanju, kot kažejo standardna poročila, in da je najjasnejši znak sveže briljantne kvalitete Leonardovega slikarstva med njegovim obdobjem na dvoru Sforza v Milanu.«

### Dama
Model je bila z gotovostjo identificirana kot Cecilia Gallerani, ljubica Leonardovega delodajalca Ludovica Sforze. Njen pogled ni usmerjen ne naravnost ne proti gledalcu, temveč proti 'tretji osebi' onkraj okvira slike. Galleranijeva drži majhno belo podlasico, znano kot hermelin. Njena obleka je sorazmerno preprosta, kar razkriva, da ni plemkinja. Njena pričeska, znana kot coazone, gladko omejuje lase na glavo z dvema trakovoma, ki sta vezana na obe strani obraza in z dolgo kito zadaj. Njene lase drži tanka tančica iz gaze s tkano obrobo iz zlato navitih niti, črnega traku in ovoja nad pletenico.
Kot na mnogih Leonardovih slikah, kompozicijo sestavlja piramidna spirala in model je e ujeta v gibanju obračanja v levo, kar odraža Leonardovo vseživljenjsko preokupacijo z dinamiko gibanja. Portret v tričetrtinskem profilu je bil ena izmed njegovih številnih inovacij. Il Morov dvorni pesnik, Bernardo Bellincioni, je bil prvi, ki je trdil, da je bila Cecilia pripravljena, kot da posluša nevidnega govorca.
To delo še posebej kaže Leonardovo strokovnost pri slikanju človeške oblike. Umetnik je naslikal Cecilijino iztegnjeno roko z veliko podrobnostmi, vključno z obliko vsakega nohta, črtami okoli njenih členkov in celo načinom, kako se je kita v njenem upognjenem prstu premikala, ko se je upognila.

### Hermelin
Žival, ki počiva v Ceciliinem naročju, je običajno znana kot hermelin. Komentatorji so ugotovili, da je prevelik, da bi bil dejansko hermelin, vendar je njegova velikost pojasnjena s tem, da je v glavnem simbolična. Umetnostni zgodovinar Luke Syson ugotavlja, da »tu ni naturalizma; Leonardo je ustvaril mitsko zver, sestavljeno iz več živali, ki jih je risal v tem času.« Obstaja več interpretacij pomena hermelina in se pogosto uporabljajo v kombinacija med seboj. V zimskem plašču je bil hermelin tradicionalni simbol čistosti in zmernosti, saj so verjeli, da se bo bolj soočil s smrtjo kot pa s svojim belim krznom. Leonardo je na stara leta sestavil bestiarij, v katerem je zapisal: »Hermelin iz zmernosti nikoli ne je več kot enkrat na dan in bi raje pustil, da bi ga lovci ujeli, kot da bi se zatekel v umazan brlog, da se ne bi umazal.« To idejo ponovi v drugi opombi: »Zmernost zajezi vse pregrehe. Hermelin raje umre kot pa se umaže s prstjo.« Leonardo je ok. leta 1490 s peresom in črnilom narisal tudi risbo, ki je v muzeju Fitzwilliam v Cambridgeu in prikazuje hermelina, predstavnika teh idealov, s predajo lovcu. Ugotovljeno je bilo tudi, da ima hermelin osebni pomen za Ludovica Sforzo, saj ga je uporabil kot osebni emblem, ko ga je Ferdinand I. leta 1488 imenoval za člana Reda hermelinov. Hermelin je lahko tudi besedna igra na Cecilijinem priimku: starogrški izraz za hermelin ali druge vrste podlasici podobne živali je galê (γαλῆ) ali galéē (γαλέη). Takšna namigovanja so bila še posebej priljubljena v renesančni kulturi; Leonardo je sam storil nekaj podobnega v svojem zgodnejšem delu Ginevra de' Benci, ko je Ginevro obdal z brinom ali ginepro v italijanščini. Kristina Moczulska predlaga, da hermelin v klasični literaturi pomeni nosečnost, včasih kot žival, ki je ščitila nosečnice. V času nastanka slike je bilo znano, da je bila Cecilia noseča z Ludovicovim nezakonskim sinom.

## Pripis
Šele v 20. stoletju so znanstveniki Damo s hermelinom na splošno sprejeli za Leonardovo delo. Pripis je posledica sloga chiaroscúro, zapletenih podrobnosti in »kontemplativnega tona«, značilnega za Leonarda.

## Datacija
Damo s hermelinom lahko zanesljivo datiramo v Leonardovo prvo milansko obdobje (ok. 1482–1499). Natančneje, znanstveniki datirajo sliko v 1489–1491.

## Ozadje

### Naročilo
Model je bil z gotovostjo identificiran kot Cecilia Gallerani, ljubica Leonardovega delodajalca Ludovica Sforze.
Galleranijeva je bila članica velike družine, ki ni bila niti bogata niti plemenita. Njen oče je nekaj časa služboval na vojvodovem dvoru. V času portreta je bila stara približno 16 let in je slovela po svoji lepoti, učenosti in poeziji. Poročena je bila približno pri šestih letih z mladim plemičem iz hiše Visconti, vendar je leta 1487 zaradi nerazkritih razlogov tožila razveljavitev zakonske zveze in prošnji je bilo ugodeno. Postala je vojvodova ljubica in mu rodila sina, tudi po njegovi poroki z Beatrice d'Este pred enajstimi leti. Beatrice je bila vojvodi obljubljena, ko je imela le 5 let, in se z njim poročila leta 1491, ko je imela šestnajst let. Po nekaj mesecih je odkrila, da se vojvoda še vedno videva z Galleranijevo in ga prisilila, da je končal zvezo, tako da jo je poročil z lokalni grofom Ludovicom Carminati di Brambilla, znanim tudi kot Il Bergamino. Mladoporočenca so preselili v Palazzo Carmagnola v Milanu.

### Zgodovina
Od nekdaj je bilo znano, da je Leonardo naslikal portret ljubice Ludovica Sforze, Cecilije Gallerani, toda Dama s hermelinom je znanstvenikom ostala skoraj neznana do skoraj 20. stoletja. Sliko je leta 1798 v Italiji prevzel princ Adam George Czartoryski, sin Izabele Czartoryske Flemming in princa Adama Kazimierza Czartoryskega, in jo leta 1800 vključil v družinsko zbirko Czartoryskih v Puławyju. Napis v zgornjem levem kotu slike, LA BELE FERONIERE. LEONARD DAWINCI., je restavrator verjetno dodal kmalu po prihodu na Poljsko in preden je bilo ozadje prebarvano. Czartoryski se je jasno zavedal, da gre za Leonarda, čeprav o sliki še nikoli ni bilo govora v tisku; ne obstaja zapis o nobenem prejšnjem lastniku. La Belle Ferronière je Leonardov portret v Louvru, čigar model je zelo podoben, Czartoryskis je menil, da je ta model isti.
V 19. stoletju je slika veliko potovala. Med novembrsko vstajo leta 1830 jo je 84-letna princesa Czartoryska rešila pred napadalno rusko vojsko, jo skrila in poslala 100 milj južno do palače Czartoryski v Sieniawi. Kmalu zatem je bila premeščena v izgnanstvo Czartoryski v Pariz, Hôtel Lambert. Družina se je leta 1869 vrnila na Poljsko in se naselila v Krakovu. Po burnih posledicah nemške okupacije Pariza leta 1871 in komune je družina sliko prinesla v Krakov leta 1876, muzej pa so odprli leta 1878. Med prvo svetovno vojno so sliko preselili v Gemäldegalerie Alte Meister v Dresdnu v hrambo , leta 1920 se je vrnila v Krakov.
Leta 1939 so jo v pričakovanju nemške okupacije Poljske ponovno preselili v Sieniawo, vendar so jo nacisti odkrili in zasegli ter poslali v berlinski muzej Kaiser Friedrich. Leta 1940 je poljski generalni guverner Hans Frank tam videl sliko in zahteval, da jo vrnejo v Krakov, kjer je visela v njegovi pisarni na gradu Vavel. Leta 1941 je bila prenesena v skladišče drugih uplenjenih umetnosti na Breslauu. Leta 1943 so jo pripeljali nazaj v Krakov in razstavili na gradu. Ob koncu druge svetovne vojne so jo zavezniške čete odkrile v Frankovem podeželskem domu v Schlierseeju na Bavarskem in jo vrnili leta 1946 na Poljsko. Ponovno je bila postavljena na razstavo v muzeju Czartoryski v Krakovu, kjer je ostala do zaprtja muzeja zaradi prenove leta 2010. Od maja 2017-2019 je bila razstavljena v Narodnem muzeju v Krakovu. Vrnila se je v muzej Czartoryski, da bi ga ponovno odprli 19. decembra 2019.

## Zaščita
Dama s hermelinom je bila podvržena dvema podrobnima laboratorijskima preiskavama. Prva je bila v varšavskih laboratorijih, ugotovitve pa je objavil K. Kwiatkowski leta 1955. Preiskavo in restavriranje je ponovno opravil leta 1992 v laboratorijih Washingtonske nacionalne galerije pod nadzorom Davida Bulla.
Slika je v olju na tanki plošči iz orehovega lesa, debela približno 4–5 milimetrov, pripravljena s plastjo belega gesso in plastjo rjavkaste barve. Plošča je v dobrem stanju, razen preloma na zgornji levi strani. Njena velikost ni bila nikoli spremenjena, na kar kaže ozka nepobarvana obroba na vseh štirih straneh.
Ozadje je bilo tanko prebarvano z nemodulirano črno, verjetno med letoma 1830 in 1870, ko je bil poškodovan vogal obnovljen. Predlagano je bilo, da je Eugène Delacroix naslikal ozadje. Njena prejšnja barva je bila modrikasto siva. Podpis LEONARD D'AWINCI (ki je poljska fonetična transkripcija imena 'da Vinci') v zgornjem levem kotu ni izviren.
Rentgenska in mikroskopska analiza kažeta na oglje narisan obris pripravljalne risbe na pripravljeni spodnji površini, tehnike, ki se jo je Leonardo naučil v studiu pri Verrocchiu.
Poleg črne podlage in nekaj odrgnin, ki jih povzroči čiščenje, naslikana površina razkriva, da je slika skoraj v celoti umetnikova roka. Prišlo je do rahlega retuširanja njenih potez v rdeči barvi, rob tančice pa v oker. Nekateri raziskovalci verjamejo, da je bilo kasneje tudi nekaj retuširanja rok.
Na površini barve so našli Leonardove prstne odtise, kar pomeni, da je s prsti mešal svoje občutljive poteze s čopičem.